# 화살

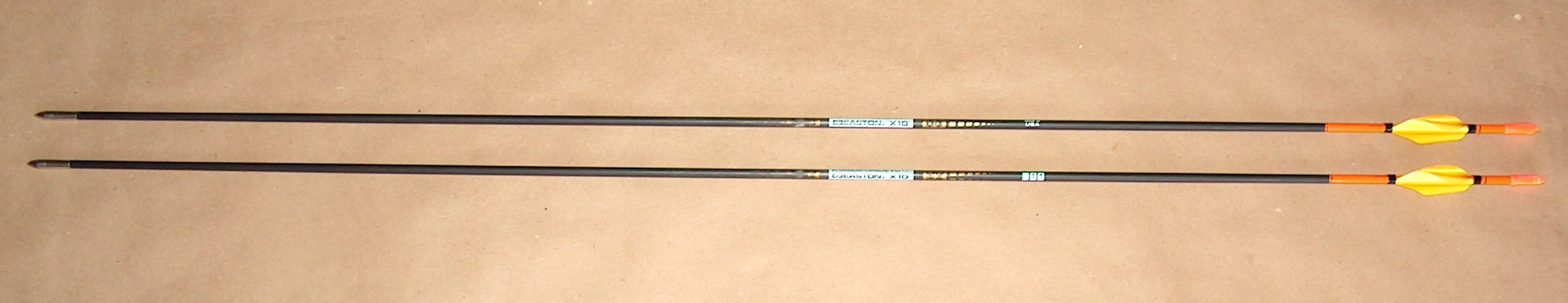
화살 2개의 모습.

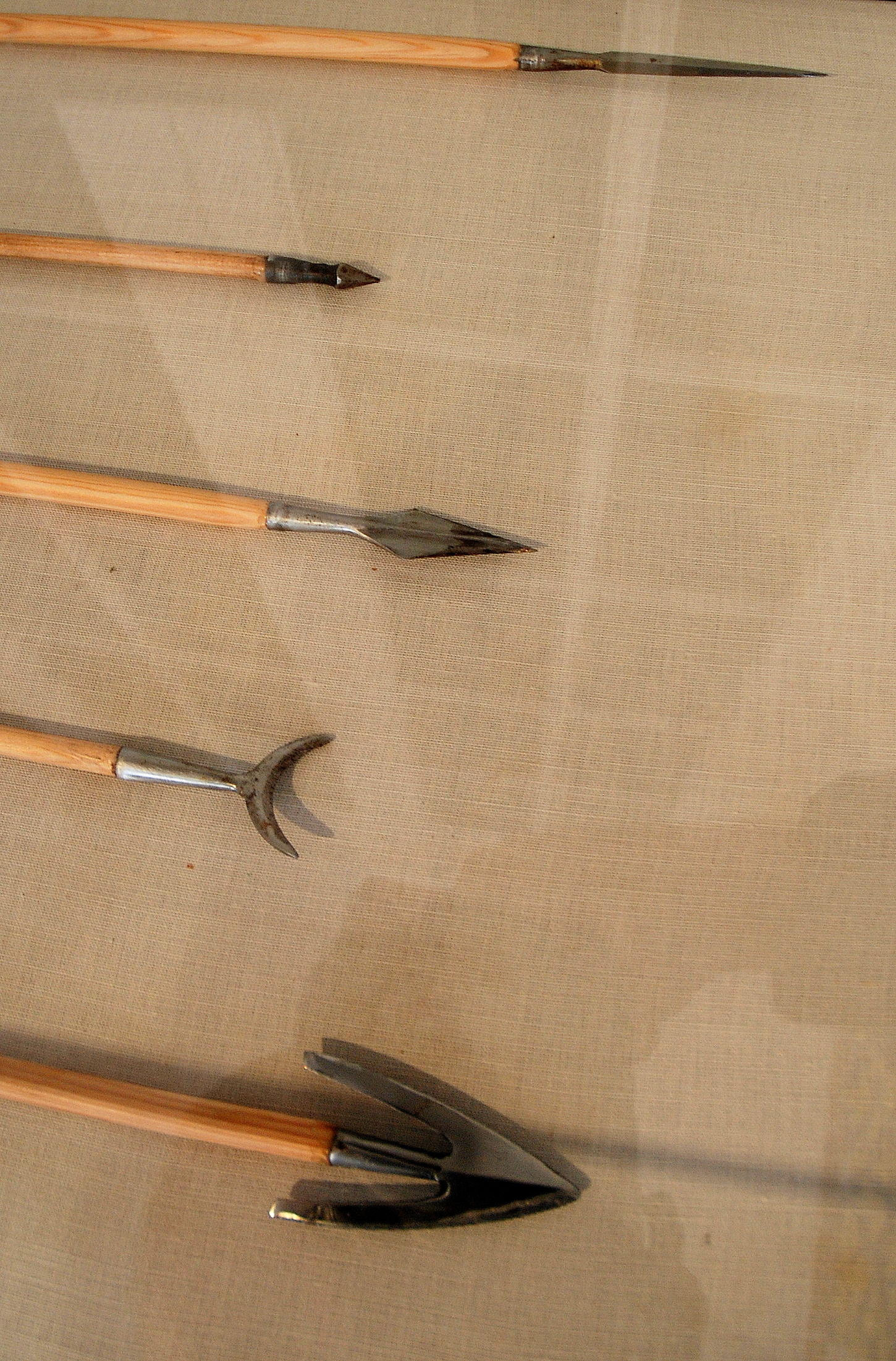
다양한 형태의 화살촉들.

화살은 활로 쏘는 뾰족한 비행 구조체이다. 화살은 오랜 옛날의 유물과 기록을 보면 다양한 문화에 걸쳐 발견되는데 지금도 활과 함께 스포츠나 사냥에 사용되고 있다. 줄여서 살이라고 한다. 한자로는 효시의 시(일본어: 矢)나 편전의 전(중국어: 箭)처럼 합성어의 일부로 쓰인다.
화살은 크게 화살대, 화살촉, 깃의 세 부분으로 이루어져 있다. 화살대는 주로 길고 가는 나무나 대나무로 만들고 (현재는 알루미늄이나 탄소 섬유를 사용) 그 한쪽 끝에 날카로운 금속류나 기타 단단한 재료로 만든 뾰족한 형태의 화살촉을 달고 다른 한쪽 끝에는 새의 깃과 오늬를 단다. 오늬는 화살이 활시위에 끼워 장착할 수 하는 부분을 말한다. 편리한 재장전을 위해 추가 화살을 담는 용기나 가방을 화살통이라고 한다.
인간이 활과 화살을 사용하는 것은 기록된 역사보다 앞서며 대부분의 문화권에서 일반적이다.
쇠뇌에 쓰는 살은 쇠뇌살이라고 부른다.

## 역사
화살촉으로 추정되는 가장 오래된 증거는 64,000년 전으로 거슬러 올라가며 남아프리카의 시부두 동굴에서 발견되었다. 동물의 뼈로 만든 화살촉이 스리랑카의 파히엔(Fa Hien) 동굴에서 발견되었는데, 이는 기원전 300년경 아프리카 이외 지역에서 화살을 사용했다는 가장 오래된 증거이기도 하다. 활을 사용하여 화살을 쏘는 가장 오래된 증거는 약 10,000년 전으로 거슬러 올라간다. 함부르크 북쪽의 아렌스부르크 계곡에서 발견된 소나무 화살을 기반으로 한다. 바닥에 얕은 홈이 있어서 활에서 쏘았음을 알 수 있다. 지금까지 회수된 가장 오래된 활은 약 8,000년 전의 것으로 덴마크의 홀메고르드(Holmegård) 늪에서 발견되었다. 양궁은 약 4,500년 전 북극의 소형 도구 전통과 함께 아메리카 대륙에 상륙한 것으로 보인다.

## 크기
화살 크기는 18인치에서 6피트(45cm~150cm)까지 문화에 따라 크게 다르다. 그러나 대부분의 현대 화살의 길이는 75cm(30인치) ~ 96cm(38인치)이다. 1545년에 침몰한 영국 전함 메리 로즈(Mary Rose)에서 회수된 화살은 1982년에 인양되었으며 대부분 길이가 76cm(30인치)였다. 매우 짧은 화살이 사용되었으며 활("오버드로") 또는 궁수의 손목(터키 "사이퍼")에 부착된 가이드를 통해 발사되었다. 이 경우 무거운 화살보다 더 멀리 날아갈 수 있다.

## 화살과 활의 명칭
1 - 살촉
2 - 살대
3 - 활깃
4 - 오늬 : 또는 오니는 화살의 머리를 활시위에 끼도록 에어 낸 부분이다.
A - 시위
B - 활대
C - 고자 :활의 양 끝 머리. 어느 한 곳에 시위를 메게 된 부분이나 또는 활시위의 심고를 맨 것이 닿는 부분인 도고지부터 심고가 걸리는 부분인 양냥고자까지의 부분이다.

## 같이 보기
- 활
- 무기
- 쇠뇌
- 쇠뇌살
- 화살집